# テイルズ オブ シンフォニア ユニゾナントパック
『テイルズ オブ シンフォニア ユニゾナントパック』（TALES OF SYMPHONIA UNISONANT PACK、略称：TOSU）は、バンダイナムコゲームスより2013年10月10日に発売されたPlayStation 3用ゲームソフト。アメリカでは2014年2月25日発売。

## 概要
『テイルズ オブ シンフォニア』と『テイルズ オブ シンフォニア -ラタトスクの騎士-』をセットにしたもので、『テイルズ オブ シンフォニア』10周年を記念しての発売となる。
PS3での登場により、2作品はHD画質に対応する。『シンフォニア』のキャラクターの秘奥義のカットインは描き下ろされ、キャラクターたちの衣装として他の『テイルズ オブ』 シリーズのキャラクターの衣装が用意される。『ラタトスクの騎士』はキャラクターの戦闘中のグラフィックが変化する「ヘッドチェンジ」、イラストや設定画、キャラクター同士の雑談「スキット」を閲覧可能な「ギャラリーモード」が追加される。テーマソングはアレンジバージョンが収録される。
リメイクではなく、昔のものを現行機で綺麗に再現することをコンセプトとしているが、イベントでアップになる顔の描き換えや、背景への手入れは行われている。

## プロモーション
本作品は、2013年に行われた『テイルズ オブ』シリーズのイベント「テイルズ オブ フェスティバル 2013」で発表された。
このイベントでは、バンダイナムコゲームスの通信販売サイト「ララビットマーケット」限定で販売される「テイルズ オブ シンフォニア ユニゾナントパック ララビットマーケット特装版」の発売も明らかにされた。特装版はボックスのイラストをufotableが描き下ろし、『シンフォニア』と『ラタトスクの騎士』を繋ぐ小説や、「ちびきゅんキャラ」が同梱される。
また、OVA『テイルズ オブ シンフォニア THE ANIMATION』のBD-BOXの発売や、バンダイチャンネルでの無料配信も行われる。
2013年10月11日から30日にかけてはマルイワンとのコラボレーションが行われ、本作品をモチーフとしたアクセサリーや洋服が販売される。

## 関連商品
- テイルズ オブ シンフォニア ユニゾナントパック テイルズ オブ シンフォニア10周年記念 公式ビジュアルファンブック シンフォニア ノ キセキ（2013年10月10日発売[9]）
- テイルズ オブ シンフォニア ユニゾナントパック パーフェクトガイド（2013年11月9日発売[10]）